# 몰페타

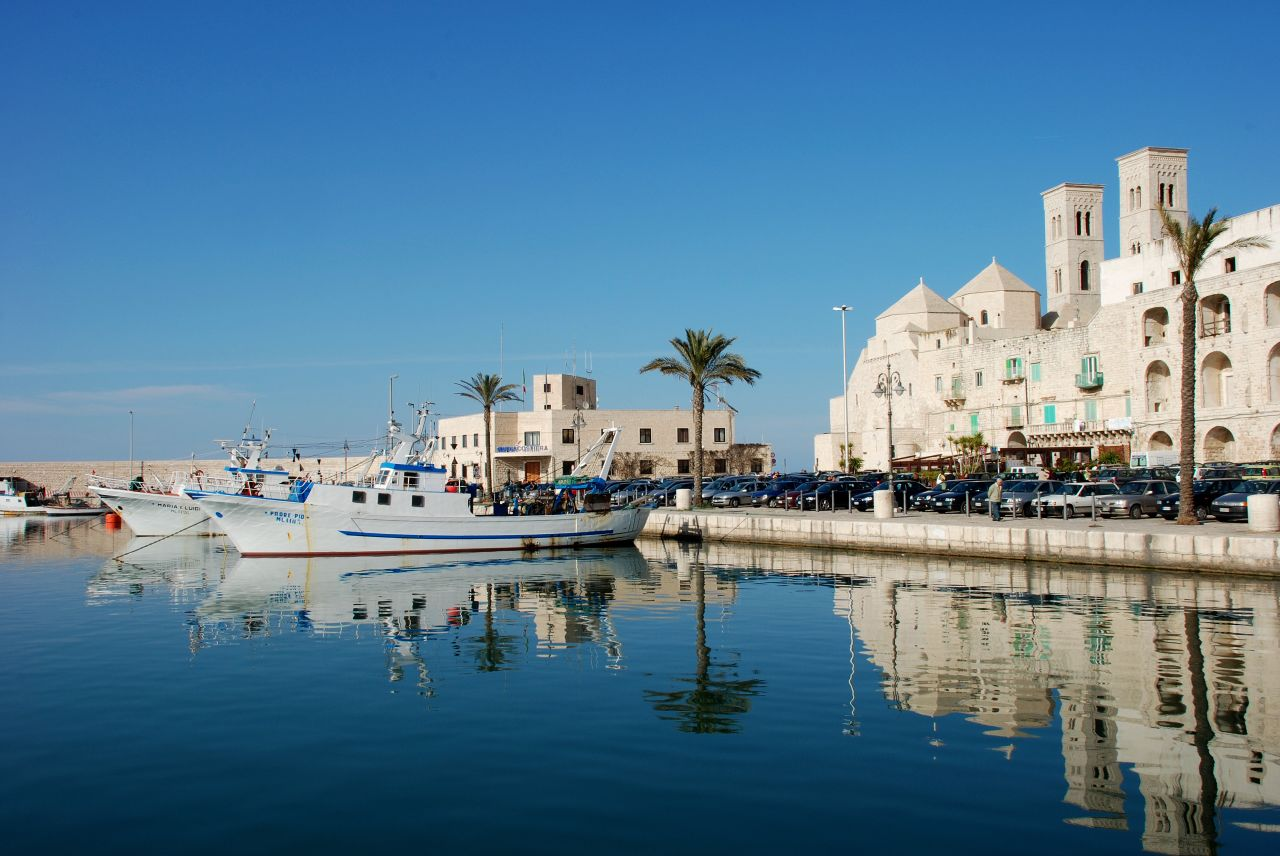
몰페타 항

몰페타(이탈리아어: Molfetta)는 이탈리아 풀리아주 바리현에 위치한 코무네로 면적은 58.26km2, 높이는 18m, 인구는 60,433명(2011년 12월 31일 기준), 인구 밀도는 1,000명/km2이다. 바를레타안드리아트라니현과의 경계 지점에 위치하며 안드리아에서 27km, 바를레타에서 31km, 바리에서 34km 정도 떨어진 곳에 위치한다.

## 자매 도시
- 독일 괴를리츠